# Parapleurocrypta digitata
Parapleurocrypta digitata är en kräftdjursart som beskrevs av M. Bourdon1976. Parapleurocrypta digitata ingår i släktet Parapleurocrypta och familjen Bopyridae. Inga underarter finns listade i Catalogue of Life.